# Kellner Bernát
Kellner Bernát Béla (Szombathely, 1908. szeptember 15. – Kaposvár, 1996. március 21.) könyvtáros, a
Somogy Megyei Könyvtár állami díjas igazgatója, a magyar könyvtárügy kiemelkedő alakja.

## Életútja
Kellner Pál ruhakereskedő és Steiner Irma első gyermekeként izraelita családban született. Elemi és középiskolai – Szombathelyi Állami Főreáliskola – tanulmányokat is itt folytatott. Tagja volt egy ideig a Szombathelyi Szimfonikus Zenekarnak. 1928-ban diplomázott az Országos Izraelita Tanítóképző Intézetben. Friss diplomásként 1929-ben Kaposvárott, a zsidó iskolában kapott tanítói állást. Élete ettől kezdve összefonódott Kaposvár és Somogy vármegye könyvtárügyével, a somogyi könyvtárhálózat kiépítésével, de legalább annyira meghatározó szerepe volt az országos könyvtárügy fejlesztésében. 1940. augusztus 4-én házasságot kötött Kaposváron Kertész Margittal.

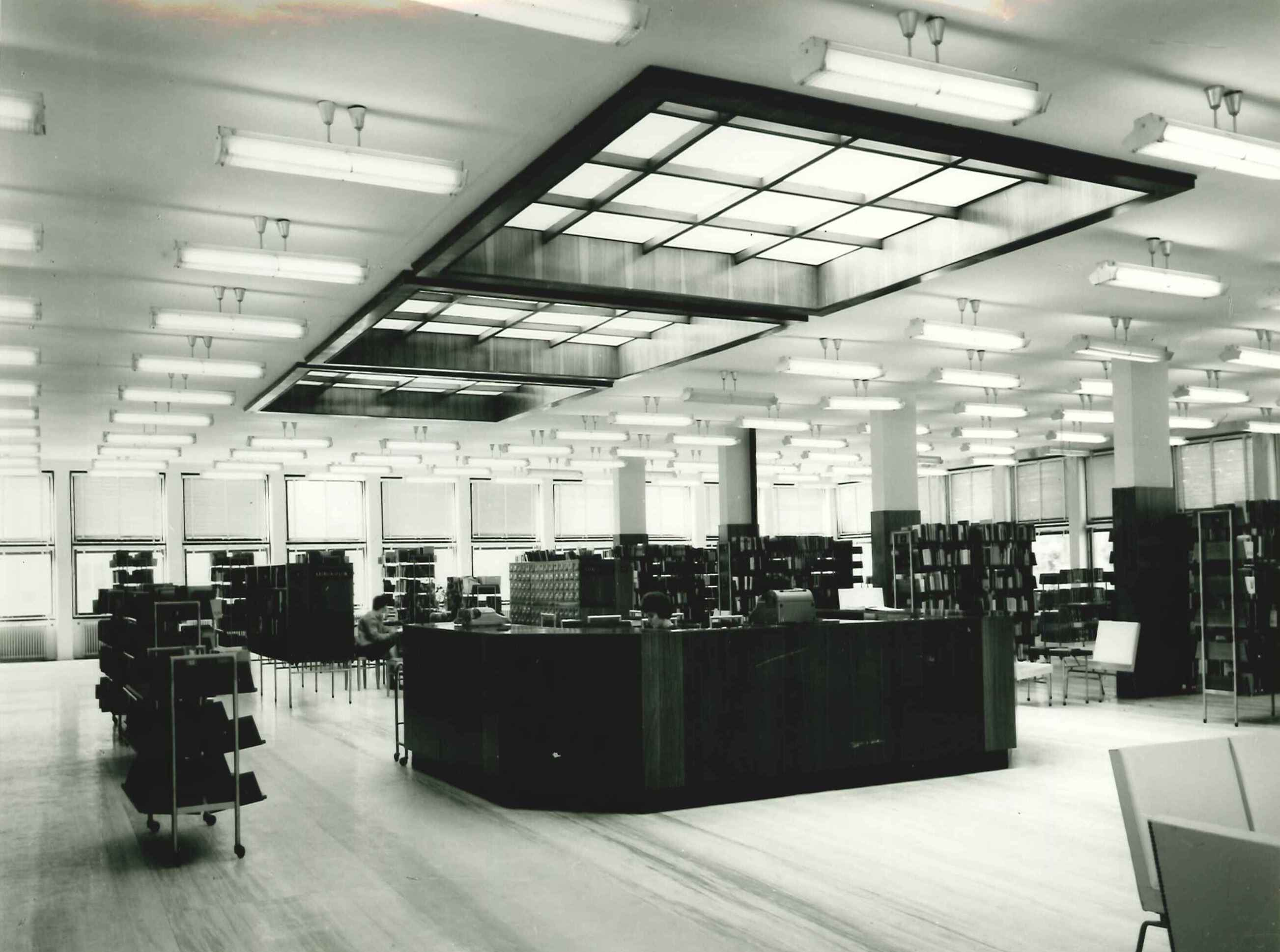
Megyei és Városi Könyvtár Kaposvár, régi épület, olvasóterem

1950. április 1-jén nevezte ki Kerekes András, akkor még a Körzeti Könyvtár igazgatója a városi fiókkönyvtár vezetőjévé. Érdekességként álljon itt dr. Kerekes András visszaemlékezése az akkori eseményekre: "Kellner Bélát én hoztam a könyvtárügybe. Mint a körzeti könyvtár vezetője nem kis irigységgel néztem, hogy Kellner Béla okleveles tanítóként a Nemzeti Bank fiókjában dolgozik. Az akkori könyvtárügynek nemhogy képzett könyvtárosai, de még diplomásai sem voltak. Ezért örültem annak, hogy hívásomra készséggel vállalta a városi könyvtár vezetését. Ő aztán igen nagy lelkesedéssel vetette be magát a munkába. Nagyon hamar elsajátította a könyvtári munka csínját-bínját. Később a megalakult megyei könyvtárban már a helyettesem lett." Még ebben az évben, 1950-ben megalakultak a megyei könyvtárak – Kaposváron augusztus 17-én volt az avatás – Kellner Bernát lett a könyvtár igazgatóhelyettese, 1957-ben pedig kinevezték a megyei könyvtár igazgatójává, amelynek élén 1975-ig állt. Nyugdíjba vonulása után a Somogy Megyei Múzeumok Igazgatóságának a könyvtárosa volt pár évig, valamint szakfelügyelőként tevékenykedett. Rengeteget fáradozott azon, hogy Kaposváron megépüljön az új, korszerű, szabadpolcos megyei könyvtár. A tervezésben Sallai István és Tombor Tibor vettek részt. A könyvtár 1960 és 1964 között épült Kellner Béla szakmai irányításával, és akkoriban az ország legmodernebb szabadpolcos közművelődési könyvtárának számított.

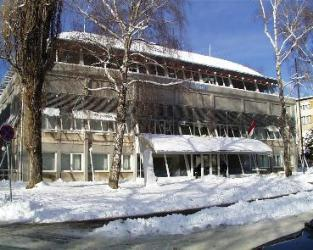
Megyei és Városi Könyvtár Kaposvár felújított épülete

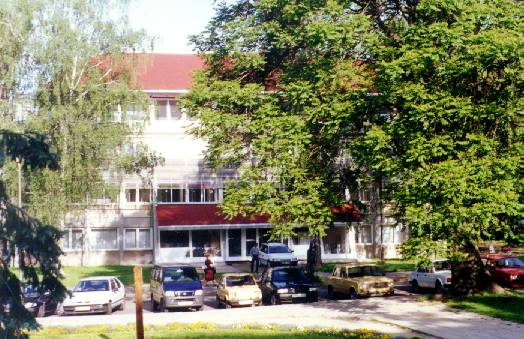
Megyei és Városi Könyvtár Kaposvár, felújított épület

Nem elégedett meg azonban a megyei könyvtár létrehozásával, élete során folyamatosan azon munkálkodott, hogy Somogy megye falusi könyvtárhálózatát életre hívja. Cselekvően tett annak érdekében, sőt, sokszor konkrétan a pénz és az építőanyag előteremtése érdekében is, hogy közel másfél száz megyei településen, köztük Szőkedencsen, Marcaliban, Fonyódon, Csokonyavisontán, Balatonlellén, Öreglakon, Somogyváron, Nagyberkiben és Siófokon méltó otthona legyen a könyvtárnak, amelyeket azóta is sokan használnak.
Somogy megye könyvtárhálózatának kiépítésén túl számos külföldi és hazai szakfolyóiratban, irodalmi lapokban publikált. Hosszú éveken át részt vett az Országos Könyvtárügyi Tanács munkájában, és tagja volt a Könyvtáros című folyóirat szerkesztőbizottságának is. Szerkesztett néhány somogyi könyvtári évkönyvet, elkészítette az első somogyi sajtóbibliográfiát. Iránymutatásával könyvtáros generációk tanulták a szakmát. A közért dolgozó, fáradhatatlan egyéniség volt. Három évtizeden át tagja volt Kaposvár város tanácsának és annak művelődési bizottságának is. Gazdag, eredményes munkásságát különböző kitüntetések dokumentálják.
1975-ben vonult nyugdíjba, negyvenhét évi szolgálat után. Nyugdíjasként sem pihent, még éveken át támogatta szakmai tanácsaival és publikációival a könyvtárügyet.

## Emlékezete
1996. március 21-én hunyt el. 1996. március 27-én helyezték örök nyugalomra a kaposvári izraelita temetőben, élt 87 és fél esztendőt. Síremléke egy nyitott könyv.

## Elismerései
- 1962-ben megkapta a Kiváló Népművelő címet.

- 1966-ban Állami Díjjal tüntették ki.

Kellner Bernátné (sz. Kertész Margit) 2015. decemberében férje emléke és munkássága előtt adózva megalapította a Kellner Bernát Alapítványt azzal a szándékkal, hogy "a könyvtáros hivatás kiváló gyakorlói erkölcsi és szerény anyagi megbecsülést, támogatást kapjanak". Az alapító által felajánlott alapítványi célra rendelt vagyonból minden évben jutalmazzák azt a személyt, akinek az alapítvány kuratóriuma – előzetes felterjesztés alapján – az Év Könyvtárosa – Kellner Bernát Emlékdíj elismerést adományozza.

## Külső hivatkozások
- Megyei és Városi Könyvtár Kaposvár